# .tc
.tc je vrhovna internetska domena (country code top-level domain - ccTLD) za otoke Turks i Caicos. Domenom upravlja AdamsNames.

## Vanjske poveznice
- IANA .tc whois informacija  Arhivirana inačica izvorne stranice od 7. rujna 2008. (Wayback Machine)